# Центр международного светового искусства
Центр международного светового искусства (нем. Zentrum für Internationale Lichtkunst) — художественный музей в городе Унна (земля Северный Рейн-Вестфалия), открытый в 2002 году в комплексе зданий бывшего пивоваренного завода «Lindenbrauerei»; по состоянию на 2019 год, оставался единственный в мире музеем, посвященный исключительно современному искусству, связанному со светом; помимо организации выставок, центр также является форумом для обсуждения проблем искусства, местом для проведения симпозиумов, конференций и семинаров; c 2015 года, совместно с фондом «Innogy» компании RWE, ежегодно вручает премию «International Light Art Award».

## История и описание
Центр международного светового искусства был основан в зданиях бывшей пивоварни «Linden» в городе Унна в 2001 году; открылся для широкой публики в 2002 и сосредоточил своё внимание на инсталляционный проектах, связанных со световым искусством. Отличительной особенностью музейного комплекса стала видимая издалека бывшая заводская труба, высотою в 52 метра; по состоянию на 2019 год, музей предлагал в общей выставочной площадью в 2600 квадратных метров подземного пространства (бывших подвалов), что позволяло ему легко адаптироваться под пожелания художников, работающих со светом — проводить их временные выставки. Сам промышленный комплекс был построен из красного кирпича в XIX веке; по мнению администрации музея, «встреча между авангардным световым искусством и историческими зданиями создает яркую атмосферу и захватывающий диалог между прошлым и будущим».
Музей имеет и постоянную коллекцию, созданную тринадцатью известными художниками по свету — это Марио Мерц, Миша Кубаль (художник, который «анимировал» небоскрёб Маннесмана в Дюссельдорфе), Ребекка Хорн, Кристина Кубиш, Кит Сонье, Ян ван Мюнстер, Франсуа Морелле, Кристиан Болтански, Бриджит Кованц и Олафур Элиассон. В коллекции есть и две работы Джеймса Таррелла: в 2009 году музей получил инсталляцию «Third Breath» (Третье дыханье), созданную американским художником в 2005; установка данной художественной работы сопровождалась четырехмесячной выставкой Таррела «James Turrell — Geometry of Light» (Геометрия света). С 2015 года центр — совместно с фондом энергетики и общества «Innogy» («Innogy Stiftung für Energie und Gesellschaft», Эссен), дочерней компанией немецкого энергетического холдинга RWE — ежегодно вручает премию «International Light Art Award» .